# Albert Genzen
Albert Genzen (* 30. September 1868 in Stralsund; † 27. Juli 1940 in Braunschweig) war ein deutscher Gärtner, Gewerkschaftsfunktionär und Politiker (SPD, USPD).

## Leben und Wirken
Genzen wurde 1868 als Sohn eines Schneidermeisters geboren und besuchte die Volksschule in Ludwigslust, wo er auch seine Gärtnerlehre machte. Er trat im Jahr 1892 sowohl in die Gewerkschaft der Fabrikarbeiter als auch in die SPD ein und wurde noch im selben Jahr an die Spitze des Stralsunder Ortsverbandes gewählt. Von 1892 bis 1908 war er Vorsitzender und Vertrauensmann der SP-Wahlkreisorganisation „Stralsund-Franzburg-Rügen“. Im Jahr 1897 kam er im Zusammenhang mit seinen politischen Aktivitäten für neun Monate ins Gefängnis.
In den Jahren 1907 bis 1909 war Genzen hauptamtlicher Ökonom des Gewerkschaftshauses in Stralsund, anschließend zog er nach Braunschweig um. Dort war er von 1909 bis 1925 Vorsitzender des SPD- und später des USPD-Ortsvorstandes und gleichzeitig hauptamtlicher „Erster Bevollmächtigter des Fabrikarbeiterverbands“. Um das Jahr 1914 wurde er zudem Vorsitzender der Presskommission des Volksfreunds, so dass er während des Ersten Weltkriegs für mehrere Monate in militärische Schutzhaft genommen wurde.
Nach der Spaltung der Partei im Jahr 1917 schloss er sich der USPD an, zu deren rechtem Flügel er zählte. Er setzte sich seit 1919 für die Wiedervereinigung mit der Mehrheitssozialdemokratischen Partei Deutschlands (MSPD) ein, zu der es schließlich 1922 kam. Von 1918 bis 1920 war er Abgeordneter sowie von 1922 bis 1924 zusätzlich Vizepräsident im Braunschweigischen Landtag.